# نرجس شاعري
النرجس الشاعري أو عَبْهَر أو القَهْد نوع نباتي يتبع جنس النرجس من الفصيلة النرجسية. ينمو النبات من بصلة شتوية مبكرة معمرة.

## الموئل والانتشار
يعد النرجس الشاعري متوطنًا في شمال حوض البحر الأبيض المتوسط ووسط أوروبا ودخيلاً في تركيا وألمانيا وبريطانيا وبلجيكا.